# American Five
American Five (les Cinq américains) est un groupe de compositeurs de musique moderne des États-Unis, constitué de Charles Ives, John J. Becker, Wallingford Riegger, Henry Cowell, et Carl Ruggles. Ils avaient en commun de composer une musique en rupture avec les traditions classiques européennes et d'utiliser un langage souvent fait de dissonances, créant un style spécifiquement américain. John J. Becker fut le premier à considérer qu'il faisait partie d'un groupe de compositeurs qu'il nomma « Ives group » et dont le point commun était d'être à l'origine d'un mouvement expérimental d'avant-garde revendiquant l'indépendance artistique vis-à-vis de l'Europe.
Le nom du groupe a été trouvé par le musicologue Don C. Gillespie, et fait allusion au  « Groupe des Cinq »  qui désignait une association de  compositeurs russes du XIXe siècle .